# Naturschutzgebiet Großmicketal

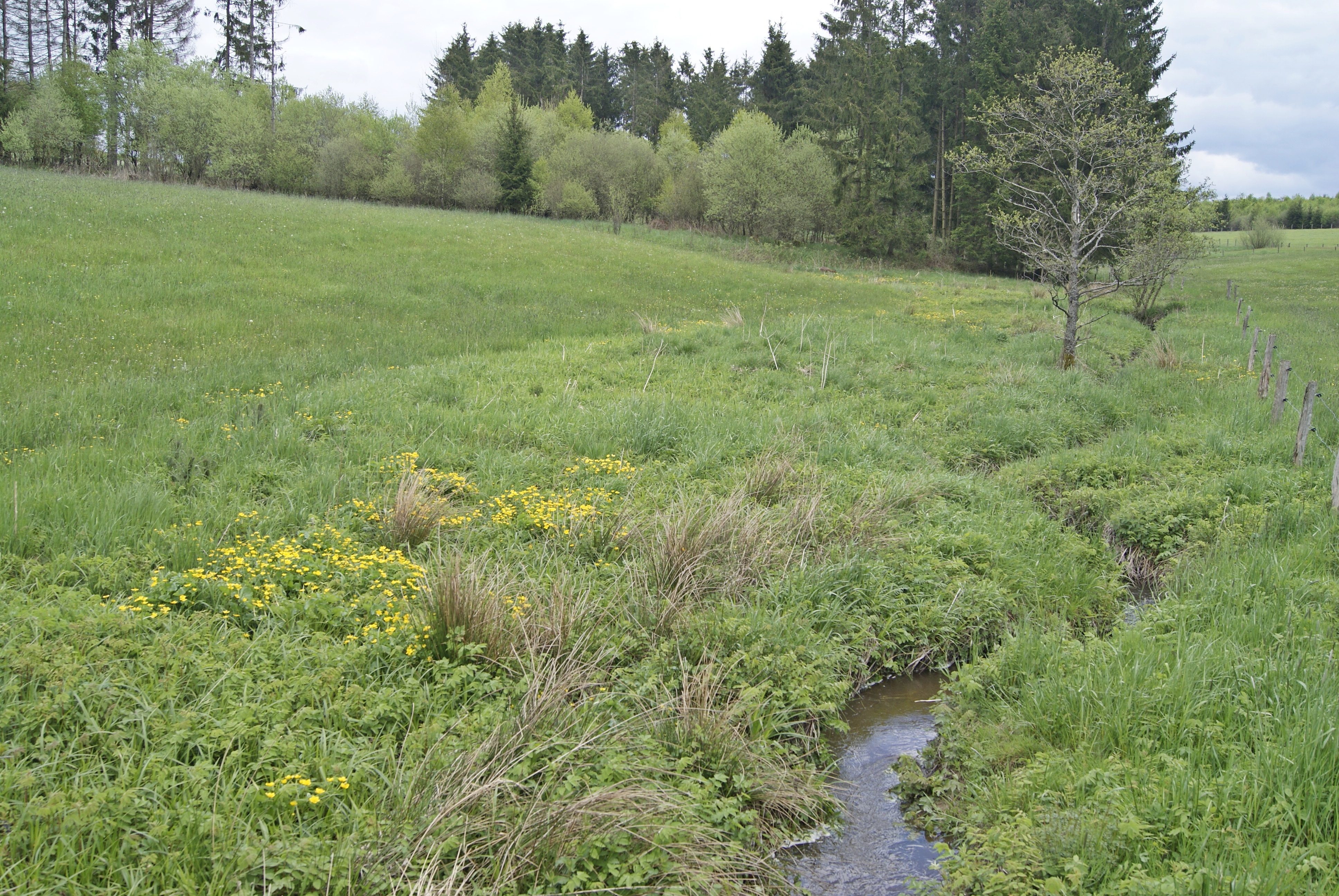
NSG Großmicketal südlich von Altenhof

Das Naturschutzgebiet Großmicketal ist ein 135,54 ha großes Naturschutzgebiet (NSG) östlich des Dorfs Ottfingen im Gemeindegebiet von Wenden im Kreis Olpe in Nordrhein-Westfalen. Es wurde 2008 vom Kreistag mit dem Landschaftsplan Nr. 4 Wenden – Drolshagen ausgewiesen. Das NSG besteht aus drei Teilflächen, die Bundesautobahn 45 und die Landstraße 905 unterteilen das NSG.

## Gebietsbeschreibung
Bei dem NSG handelt es sich um eine Bachtalkomplex mit naturnahen Quellbereichen, Bruchwäldern und Feuchtgrünland. Das NSG ist Brut-, Durchzugs- und Überwinterungsgebiet seltener und gefährdeter Vogelarten, insbesondere Wiesenbrüter und sonstige Arten des Offenlandes wie Bekassine, Braunkehlchen, Feldlerche, Kiebitz, Steinschmätzer, Rohrammer und Wiesenpieper. Es kommen seltene Pflanzen wie Fieberklee, Schmalblättriges Wollgras und Geflecktes Knabenkraut vor.